# Проктор (Оклахома)
Проктор (енгл. Proctor) насељено је место без административног статуса у америчкој савезној држави Оклахома.

## Демографија
По попису из 2010. године број становника је 231.
| Група             | 2000.    | 2010.      |
| Белци             | 0 (0,0%) | 87 (37,7%) |
| Афроамериканци    | 0 (0,0%) | 0 (0,0%)   |
| Азијати           | 0 (0,0%) | 0 (0,0%)   |
| Хиспаноамериканци | 0 (0,0%) | 8 (3,5%)   |
| Укупно            | 0        | 231        |